# Operación Púnica

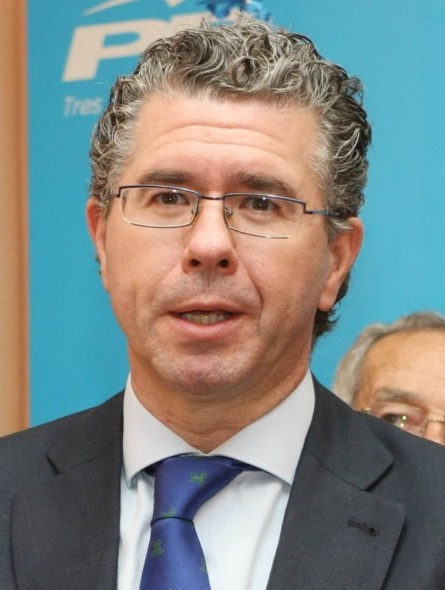
Francisco Granados en Tres Cantos,12 de enero de 2011

Operación Púnica o caso Púnica es el nombre dado al operativo policial efectuado por la Unidad Central Operativa (UCO) de la Guardia Civil, a instancias del juez de la Audiencia Nacional de España, Eloy Velasco. El 27 de octubre de 2014 fueron detenidos por la Guardia Civil 51 políticos, ediles, funcionarios y empresarios por estar, supuestamente, implicados en una trama de corrupción que adjudicó servicios públicos por valor de 250 millones de euros en dos años. Supuestamente, como contrapartida, se cobraban comisiones ilegales —del 2-3 % del volumen del contrato— que posteriormente eran blanqueados a través de un entramado societario.
Francisco Granados, antiguo número dos del PP en la Comunidad de Madrid detrás de Esperanza Aguirre, fue uno de los principales implicados, además de dar nombre, indirectamente, al operativo. Algunos políticos del PSOE, como el entonces alcalde de Parla, se vieron beneficiados

## Historia
Según la Fiscalía Anticorrupción, se trata de una «trama de corrupción municipal y regional infiltrada en diversos ayuntamientos y organismos autonómicos, principalmente de la provincia y comunidades autónomas de Madrid, Murcia, León y Valencia».
El nombre de «Operación Púnica», otorgado al operativo por parte de la Guardia Civil, procede del nombre científico del granado, Punica granatum, haciendo, por tanto, una referencia velada a Francisco Granados.
Entre los detenidos se encuentran el propio Francisco Granados, aparentemente el número uno de la trama y secretario general del PP de Madrid entre 2004 y 2011, exsenador, y quien ostentó los cargos de consejero de Presidencia, Justicia e Interior y Transportes de la Comunidad de Madrid, seis alcaldes de la Comunidad de Madrid (los de Parla, Valdemoro, Torrejón de Velasco, Casarrubuelos, Collado Villalba y Serranillos del Valle), el secretario del Instituto de Turismo de la Región de Murcia, el exalcalde de Cartagena, José Antonio Alonso y el presidente de la Diputación de León, Marcos Martínez Barazón. Además, varios empresarios, que supuestamente serían los artífices, fueron detenidos y varias sedes de empresas registradas. Entre las empresas relacionadas en la supuesta red, figura Cofely, una filial de la multinacional francesa GDF Suez, con 160 de los 250 millones de euros amañados. Tras la detención el día 28 de octubre de José Martínez Nicolás, consejero delegado de la Agencia de Informática y Comunicaciones de la Comunidad de Madrid, el nombre de la empresa Indra también apareció como una de las posibles beneficiarias.

### Políticos implicados
El 27 de octubre de 2014, fueron detenidas 35 personas, de las cuales 15 permanecen investigadas.
El 31 de octubre de 2014, el juez decretó el ingreso en prisión de Francisco Granados, decisión que fue confirmada por la Audiencia Nacional mes y medio después al entender que persistía el riesgo de fuga y de destrucción de pruebas. En el auto se recordaba que a Granados se le atribuye “formar parte de una organización criminal dedicada a perpetrar delitos de blanqueo, contra la Hacienda Pública, falsedad documental, cohecho y tráfico de influencias”. La Audiencia Nacional también desestimó el recurso sobre la supuesta ilegalidad de su detención.
El 4 de noviembre de 2014, Antonio Sánchez Fernández, exalcalde de Serranillos del Valle y miembro de la Unión Demócrata Madrileña, era descubierto por la Guardia Civil llevándose cajas de documentos de la alcaldía, tras haber sido alertada por un funcionario local de la posibilidad de estar cometiendo un delito. Durante el suceso, Sánchez estaba siendo investigado por prevaricación, fraude, cohecho y malversación. Previo al suceso, había alegado mala salud como motivo para no declarar ante el juez.
En octubre de 2017, la defensa de Francisco Granados presentó un escrito al juez en que pedía investigar a otros cargos de la Comunidad de Madrid, tales como Ignacio González.
En noviembre de 2017, los investigadores remitieron varios informes al Juzgado Central de Instrucción número 6 en los que solicitaban ampliar la investigación también a Eduardo Zaplana.
El 12 de febrero de 2018 Francisco Granados declaró ante el juez, suscitando controversia sobre la existencia de una presunta "relación" pasada entre Ignacio González y Cristina Cifuentes. Las reacciones a las palabras de Granados llegaron pronto: el 13 de febrero de 2018, Ignacio González pasó a estar investigado en la Operación Púnica, mientras que, el 15 de febrero de 2018, Cristina Cifuentes se querelló contra Granados por presuntas injurias y calumnias que finalmente no ha prosperado.
En 2018 las principales investigaciones se centraban en esclarecer las presuntas vinculaciones del experto informático Alejandro de Pedro Llorca con personalidades de la política y los negocios, especialmente en el entorno de Cartagena.
Algunos de los detenidos son:
| Nombre                      | Ocupación                                                                                  | Partido político | Imputación(es)                                                            | Referencia(s) |
| --------------------------- | ------------------------------------------------------------------------------------------ | ---------------- | ------------------------------------------------------------------------- | ------------- |
| Antonio Borrego             | Jefe de gabinete del alcalde de Parla                                                      | PSOE             | Fallecido                                                                 | [ 14 ]        |
| José Carlos Boza            | Alcalde de Valdemoro                                                                       | PP               |                                                                           | [ 14 ]        |
| Elena María Fernández       | Ingeniera municipal del ayuntamiento de Parla                                              |                  |                                                                           | [ 14 ]        |
| José María Fraile           | Alcalde de Parla                                                                           | PSOE             |                                                                           | [ 14 ]        |
| Francisco Granados          | Exalcalde de Valdemoro                                                                     | PP               | Organización criminal, blanqueo, tráfico de influencias, cohecho y fraude | [ 29 ] [ 16 ] |
| José Javier Hernández Nieto | Teniente de alcalde y concejal de Hacienda del ayuntamiento de Valdemoro                   | PP               |                                                                           | [ 14 ]        |
| Agustín Juárez              | Alcalde de Collado Villalba                                                                | PP               |                                                                           | [ 30 ]        |
| David Marjaliza             | Empresario y expresidente de las Nuevas Generaciones del PP en Valdemoro                   |                  |                                                                           | [ 31 ] [ 32 ] |
| Marcos Martínez             | Presidente de la Diputación de León y alcalde de Cuadros                                   | PP               |                                                                           | [ 15 ]        |
| José Martínez Nicolás       | Consejero delegado de la Agencia de Informática y Comunicaciones de la Comunidad de Madrid |                  |                                                                           | [ 33 ]        |
| José Luis Navarro           | Arquitecto municipal del ayuntamiento de Valdemoro                                         |                  |                                                                           | [ 14 ]        |
| Alfredo Ovejero             | Jefe de Gabinete del alcalde de Valdemoro                                                  | PP               |                                                                           | [ 14 ]        |
| Alejandro de Pedro Llorca   | Empresario y consultor                                                                     |                  |                                                                           | [ 34 ]        |
| Avelino Pérez               | Responsable de obras públicas del Ayuntamiento de Parla                                    | IU               |                                                                           | [ 14 ]        |
| Alejandro Utrilla           | Concejal de Medioambiente del Ayuntamiento de Móstoles                                     | PP               |                                                                           | [ 35 ]        |

## Instrucción en la Audiencia Nacional
En septiembre de 2015, el juez Eloy Velasco determinó dividir en 12 piezas la instrucción del caso.
En abril de 2019, el tribunal fijó junio de 2020 como fecha límite para finalizar la instrucción del caso, dejando sin efecto una extensión de 40 meses hasta marzo de 2022 fijada anteriormente por el juez García-Castellón.
El 2 de septiembre de 2019 el juez García-Castellón determinó la imputación en una de las piezas del caso de Esperanza Aguirre y de Cristina Cifuentes, expresidentas de la Comunidad de Madrid (destacando en el auto el papel "decisivo y esencial" que indiciariamente habría tenido la primera en la financiación ilegal del PP). Dentro de la larga lista de imputados también se incluyó, entre otros, a Juan José Güemes (exconsejero de Empleo), a Manuel Lamela (también exconsejero, pero fundamentalmente implicado desde sus cargos en el Canal de Isabel II, en ICM y Fundescam), a Gádor Ongil (exconsejera de Servicios Sociales) y a Borja Sarasola (también exconsejero autonómico).
La Audiencia Nacional fijó para abril de 2025 el juicio por el mayor pelotazo del «Caso Púnica».

## Nota
1. ↑  Dimitió el 3 de noviembre de 2014 (tras su imputación).